# 설탕 의존증
설탕 의존증(雪糖依存症 영어: sugar addiction) 또는 설탕중독(雪糖中毒)은 단맛이 나는 음식을 자신이 제어하기 힘든 상태를 말한다.
이것의 원인은 단것을 먹을 때 일시적으로 분비되는 세로토닌의 중독성 때문이다.